# Premio Whang Youn Dai

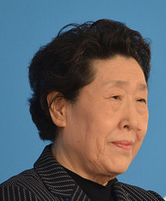
Whang Youn Dai

Il Premio Whang Youn Dai prende il nome dal dottor Whang Youn Dai, sudcoreano, che contrasse la poliomielite all'età di tre anni. Egli ha dedicato la sua vita allo sviluppo dello sport paralimpico in Corea e nel mondo. Ai Giochi paralimpici estivi del 1988 a Seul, il Comitato Paralimpico Internazionale (IPC) ha riconosciuto il suo contributo permanente al Movimento paralimpico e ha istituito il Premio Whang Youn Dai (precedentemente Whang Youn Dai Overcome Prize). Da allora, questo premio è stato assegnato, ad ogni edizione dei Giochi paralimpici, a un atleta maschio e a una donna che "esemplificano al meglio lo spirito dei Giochi e ispirano ed entusiasmano il mondo".
Secondo l'IPC, "il premio è per qualcuno che è giusto, onesto e intransigente nei suoi valori e dà la priorità alla promozione del Movimento paralimpico rispetto al riconoscimento personale". Vengono selezionati sei finalisti, tre donne e tre uomini, tra i partecipanti ai Giochi paralimpici. Due vincitori vengono quindi selezionati come destinatari del premio e ricevono una medaglia d'oro nel corso della cerimonia di chiusura dei Giochi. Il corridore sprint sudafricano Oscar Pistorius fu proposto per il premio nel 2012, ma non gli fu assegnato. A causa di una decisione dell'IPC, non sarà più assegnato durante la cerimonia ufficiale per le Paralimpiadi di Tokyo 2020. Sarà invece sostituito dal Premio I'mPOSSIBLE, istituito dalla Fondazione Agitos e dal Comitato Paralimpico Internazionale e sostenuto dal Centro di supporto paralimpico della Nippon Foundation.

## Vincitori
| Anno | Città          | Edizione         | Vincitore              | NPC                       | Note   |
| ---- | -------------- | ---------------- | ---------------------- | ------------------------- | ------ |
| 1988 | Seul           | Giochi estivi    | Anne Trotman           | Regno Unito (bandiera)    | [ 3 ]  |
| 1988 | Seul           | Giochi estivi    | Pier Morten            | Canada (bandiera)         | [ 3 ]  |
| 1992 | Barcellona     | Giochi estivi    | Jacile Wolfgang        | Stati Uniti (bandiera)    | [ 4 ]  |
| 1992 | Barcellona     | Giochi estivi    | Gabriel Angel          | Cile (bandiera)           | [ 4 ]  |
| 1996 | Atlanta        | Giochi estivi    | Beatriz Mendoza Rivero | Spagna (bandiera)         | [ 5 ]  |
| 1996 | Atlanta        | Giochi estivi    | David Lega             | Svezia (bandiera)         | [ 5 ]  |
| 1998 | Nagano         | Giochi invernali | Kim Mi-Jeong           | Corea del Sud (bandiera)  | [ 6 ]  |
| 1998 | Nagano         | Giochi invernali | Marcin Kos             | Polonia (bandiera)        | [ 6 ]  |
| 2000 | Sydney         | Giochi estivi    | Martina Willing        | Germania (bandiera)       | [ 7 ]  |
| 2000 | Sydney         | Giochi estivi    | Oumar B. Kone          | Costa d'Avorio (bandiera) | [ 7 ]  |
| 2002 | Salt Lake City | Giochi invernali | Lauren Woolstencroft   | Canada (bandiera)         | [ 8 ]  |
| 2002 | Salt Lake City | Giochi invernali | Axel Hecker            | Germania (bandiera)       | [ 8 ]  |
| 2004 | Atene          | Giochi estivi    | Zanele Situ            | Sudafrica (bandiera)      | [ 9 ]  |
| 2004 | Atene          | Giochi estivi    | Rainer Schmidt         | Germania (bandiera)       | [ 9 ]  |
| 2006 | Torino         | Giochi invernali | Olena Iurkovska        | Ucraina (bandiera)        | [ 10 ] |
| 2006 | Torino         | Giochi invernali | Lonnie Hannah          | Stati Uniti (bandiera)    | [ 10 ] |
| 2008 | Pechino        | Giochi estivi    | Natalie Du Toit        | Sudafrica (bandiera)      | [ 11 ] |
| 2008 | Pechino        | Giochi estivi    | Said Gomez             | Panama (bandiera)         | [ 11 ] |
| 2010 | Vancouver      | Giochi invernali | Colette Bourgonje      | Canada (bandiera)         | [ 12 ] |
| 2010 | Vancouver      | Giochi invernali | Endo Takayuki          | Giappone (bandiera)       | [ 12 ] |
| 2012 | Londra         | Giochi estivi    | Mary Nakhumicha Zakayo | Kenya (bandiera)          | [ 1 ]  |
| 2012 | Londra         | Giochi estivi    | Michael McKillop       | Irlanda (bandiera)        | [ 1 ]  |
| 2014 | Soči           | Giochi invernali | Bibian Mentel-Spee     | Paesi Bassi (bandiera)    | [ 13 ] |
| 2014 | Soči           | Giochi invernali | Toby Kane              | Australia (bandiera)      | [ 13 ] |
| 2016 | Rio de Janeiro | Giochi estivi    | Tatyana McFadden       | Stati Uniti (bandiera)    | [ 14 ] |
| 2016 | Rio de Janeiro | Giochi estivi    | Ibrahim Al Hussein     | Indipendente              | [ 14 ] |
| 2018 | Pyeongchang    | Giochi invernali | Sini Pyy               | Finlandia (bandiera)      | [ 15 ] |
| 2018 | Pyeongchang    | Giochi invernali | Adam Hall              | Nuova Zelanda (bandiera)  | [ 15 ] |